# آلفرد گاولیر
آلفرد گاولیر (Alfred Gaulier) (10 نوامبر ۱۸۲۹ – ۱۷ ژانویه ۱۸۹۸)، یک روزنامه‌نگار و سیاست‌مدار اهل فرانسه بود. پدرش افسر سواره نظام بود و به نظر می‌رسید که او هم مصمم است تا حرفه نظامی خود را پیش ببرد. در زمان کودتای که باعث قدرت‌گیری ناپلئون سوم شد، او یک ستوان فرعی در نظام پیاده بود. او سندی را امضاء نموده و بر علیه کودتا رأی داد، اما مجبور به استعفاء شد. پس از یک دوره مشکلات مالی، او در مدت باقی‌مانده امپراطوری دوم فرانسه و سال‌های اولیه جمهوری سوم فرانسه، به عنوان روزنامه‌نگار کار کرد. او یک جمهوری‌خواه رادیکال بود و از ۱۸۸۶ – ۱۸۸۹ از حوزه انتخابیه سین به عنوان نماینده پارلمان انتخاب گردید.

## سال‌های اولیه
آلفرد نیکولاس گاولیر در ۱۰ نوامبر ۱۸۲۹ در پاریس زاده شد. پدر وی جین-باپتستی گاولیر (متولد ۱۷۷۲) نام داشت و بازنشسته رهبر سواره نظام اسکادران، شوالیه سنت لوئیس و افسر لژیون دونور بود و مادرش انی انتوینیت گوگیت (متولد ۱۸۰۲) نام داشت. پدربزرگ وی، رینی گاولیر نجار بود. پدر او در بیشتر مبارزات جمهوری اول فرانسه و امپراطوری اول فرانسه شرکت کرده و در جنگ ینا، مدال افتخار به‌دست‌آورد. آلفرد گاولیر در مدرسه ملی نظامی پریتانی در لافلاش درس خواند، این مدرسه برای دوره آمادگی پسرانی است که برنامه دارند حرفه خود را در نظامی ادامه دهند.
در ۱۸۴۷ میلادی، گاولیر به عنوان ستوان فرعی در تیپ ۴۹ ام پیاده‌نظام توظیف گردید. او در ۱۸۴۸ میلادی در مدرسه نظامی سن-سیر پذیرفته شد. او در زمان کودتای ۲ دسامبر ۱۸۵۱، دارای درجه نظامی ستوان دوم بود و در تیپ ۵۹ ام پیاده‌نظام خدمت می‌کرد. او از جمله معدود افسران در کشور و تنها افسر در پادگان پاریس بود که بر روی سندی امضاء نموده و علیه کودتا رأی داد. او برای رفتار نادرست و نداشتن آداب به نزد یک هیئت بررسی فراخوانده شده و مارشال برنارد پیری مانگان شغل او را به تعلیق درآورد. در نتیجه، او مجبور کرده شد تا از ارتش استعفا دهد.

## روزنامه‌نگار
گاولیر به پاریس نقل مکان نموده و در سال‌های اولیه امپراطوری دوم فرانسه برای پیدا کردن پول با مشکلات دست و پنجه نرم می‌کرد. او روزنامه‌نگار شده و به زودی با رسانه‌های دموکرات مشغول کار شد. گاولیر ازدواج کرد و یک فرزند داشت. او یکی از فعالین در منافع عمومی (L'Intérêt public) در ۱۸۶۷ میلادی بود. یکی از مقالات وی در منافع عمومی باعث مجازات وی از جانب پلیس انتظامی شد. او در روزنامه L'Électeur libre به عنوان سردبیر و در روزنامه‌های Actionnaires و Le Temps به عنوان دبیر (۱۸۶۷) کار کرد. در جریان گردهمایی‌های انتخاباتی ماه می ۱۸۶۹، گاولیر در Let Temps اظهار داشت که اگر مردم پلیس را تشکیل دهند، آن‌ها به همان اندازه مسئول هستند که برگزارکنندگان مسئولیت دارند:
پس بگذارید، پلیس‌ها کاملاً به تنهایی گردهم بیایند، همانند شام گذشته در بولیوارد سیباستوپول. حوالی ساعت یازده، ما ملاحظه نمودیم که حداقل برای سه گردش‌کننده یک پلیس وجود داشت و از این سه گردش‌کننده، حداقل دو تن آن‌ها مجذوب حضور پلیس شده بودند، پلیس‌های که در گروه‌های نیمه‌تاریک در کنارهای جاده گردهم آمده بودند. یک فرد باید بپذیرد که این تنها راه برای اطمینان دوباره بوده و تقریباً درست‌ترین راه برای تشکیل گردهمایی‌ها است.. 
در جریان کمون پاریس (۲۸ مارس – ۲۸ می ۱۸۷۱)، گاولیر به عنوان دبیر در روزنامهLa Discussion (12-16 می ۱۸۷۱) کار می‌کرد. او مالک، مدیر و سردبیر روزنامه کم‌عمر به‌نام La Politique بود (۱۷ می – ۱ ژوئن ۱۸۷۱).‏‏ La Politique که سازمان انجمن حقوق پاریس بود، نخست توسط حکومت کمونیستی و بعداً توسط حکومت ورسای سرکوب گردید، چون این روزنامه از زیاده روی‌های آن‌ها انتقاد می‌کرد. او در روزنامه (۱۸۷۱–۱۸۸۶ میلادی) به عنوان دبیر پارلمانی کار کرد. او در این سِمت به‌جای کمیلی پلیتان گماشته شده بود. وی همچنین در La République française کار کرد.

## حرفه سیاسی
حرفه سیاسی کوتاه‌مدت گاولیر پس از آن شروع شد که اِرنست روش برای شرکت در سازمان‌دهی اعتصاب ۱۸۸۶ معدن‌چیان در انزن، به ۱۵ ماه حبس محکوم شد. آنری روشفور از کرسی نمایندگی مجلس خود استعفا داد و این امر موجب برگزاری انتخابات میان دوره‌ای گردید و سوسیالیست‌ها به‌طور دسته جمعی روش را به عنوان نامزد خود در این انتخابات ثبت نام کردند. ژرژ کلمانسو تصمیم گرفت تا از روش حمایت نکند و روی حمایت مالی از آلفرد گاولیر به عنوان یک نامزد رادیکال تأکید کرد. او مورد حمایت تمامی رسانه‌های رادیکال قرار گرفت. گاولیر در ۲ می ۱۸۸۶ از حوزه انتخابیه شین به عنوان نماینده انتخاب گردید. روش بیش از ۱۰۰٬۰۰۰ رأی به‌دست‌آورد، اما گائولر این انتخابات را با به‌دست آوردن ۱۴۶٬۰۰۰ برنده شد، این در حالی است که سایر نامزدان از قبیل ام. سابری که توسط امکان‌گراها حمایت می‌شد، مقدار اندکی رأی کسب کردند. براساس یادداشت روزنامه د لیوینگ ایج:
ام. روش و ام. دوک-کویرسی به اتهام پخش آگاهانه معلومات نادرست به منظور تحریک کارگران، دستگیر گردیدند. پس از محاکمه ننگین که در آن ام. لوگویری، نماینده پارلمان و گزارش‌گر بودجه برای عدالت، قاضی جمهوری را در محکمه آزاد تحقیر کرد، فرد متهم به پانزده ماه حبس محکوم شد. نتایج اولیه این حکم این بود تا ام. روش در انتخابات پارلمانی دوم ماه می نامزد گردد؛ بدین منظور، افراد حکومتی فراخوانده شد تا وی از زندان آزاد گردد، چون احتمال می‌رفت تا وی در مبارزات انتخاباتی شرکت نماید. حکومت تصمیم معمول خود را به نمایش گذاشت. حکومت یک قاضی را فرستاد تا از زندانی فروتنانه درخواست نماید که اقدامات لازم برای آزادی موقت خود را انجام دهد. این انتخابات اثبات غم‌انگیز از این بود که حق رأی عمومی در پایتخت کشور تا چه سطح سقوط کرده بود. هیچ نامزد مورد احترام وجود نداشت، از هیچ جناح یا حزبی. آن‌ها که برای انتخاب شدن خود به عنوان نماینده قمار زده بودند، رقابت محدود به دو روزنامه‌نگار از درجه دوازدهم بود که تقریباً با هم دارای همان نظریات تجاوزگرایانه بودند، ام. گاولیر و ام. روش که در نهایت ام. گاولیر انتخاب گردید… 
گاولیر با گروه رادیکال چپ‌گرا نشست. در ۷ ژوئن ۱۸۸۶، بررسی تأیید وی به عنوان نامزد انتخابات منتهی به گفتمانی در مورد شخصیت او شد. روزنامه‌هایL'Intransigeant وCri du peuple او را متهم کردند که به دلیل خطاهای اخلاقی از ارتش اخراج شده‌است. او بیان داشت که پس از رأی دادن علیه کودتا، به رضایت خود استعفا داده بود. او همچنین سرزنش شده بود که نظر به قرارداد، وی از تیپ‌ی که در آن خدمت می‌کرد، مدیون است. او پاسخ داد که کل دَین وی بیش از ۱٬۶۰۰ فرانک نبوده و از وزیر جنگ، جنرال بولانجر درخواست کرد تا در این مورد صحبت نماید. بولانجر حرف‌های گاولیر را تأیید نموده و از آن‌های که هرگز بدهی پول نداشتند درخواست کرد تا اولین سنگ را پرتاب کنند، گاولیر تأیید شد.
گائولر معمولاً همراه با رادیکال‌ها رأی می‌داد. در دسامبر ۱۸۸۶، او پیشنهادی را برای تغییر قواعد شیوه کار در مورد دادن رأی اعتماد در یک وزارت‌خانه ارایه کرد. در ۱۱ فوریه ۱۸۸۷، او برخلاف ابقای ورقه رأی شهرستان، رأی داد. او همچنین برخلاف تأخیر در بازنگری قانون اساسی به یک زمان نامعلوم، برخلاف محاکمه سه عضو انجمن وطن‌پرستان (Ligue des Patriotes) و بر خلاف قانون لیسبون که طبق آن آزادی رسانه‌ها محدود می‌گردید، رأی داد. او از رأی دادن برای محاکمه جنرال بولانجر پرهیز کرد. دوره نمایندگی وی در ۱۱ نوامبر ۱۸۸۹ پایان یافت.
آلفرد گاولیر به تاریخ ۱۷ ژانویه ۱۸۹۸ در پاریس درگذشت.

## ارجاعات
1. 1 2 3 4  Alfred, Nicolas Gaulier – Assemblée.
2. 1 2 3 4 5 6 7 8  Schweitz 2001, p. 272.
3. 1 2 3 4 5 6  Naugrette.
4. 1 2 3 4 5 6 7 8  Robert, Cougny & 1889–1891.
5. 1 2  Cossart 2013, pp. 59–60.
6. ↑  Jolly 1960.
7. ↑  Rochfort 1886, p. 160.
8. ↑  Hutton 1981, p. 135.
9. ↑  Monod 1886, p. 39.